# Татран (стадіон)
Татран (словац. Štadión Tatran) — футбольний стадіон у Пряшеві, домашня арена ФК «Татран».
Місткість до реконструкції — 14 000 глядачів, з них тільки близько 2 000 можуть спостерігати матчі сидячи. З 2009 року проводили реконструкцію та встановлення пластикових сидінь.
Нині стадіон тимчасово вміщує близько 5,5 тисяч глядачів.